# 达拉尔·伊姆霍夫
达拉尔·塔克·伊姆霍夫（英語：Darrall Tucker Imhoff，（1938年10月11日—2017年6月30日）），美国NBA联盟前职业篮球运动员。他在1960年的NBA选秀中第1轮第3顺位被纽约尼克斯选中。